# Trévago
Trévago – gmina w Hiszpanii, w prowincji Soria, w Kastylii i León, o powierzchni 20,51 km². W 2011 roku gmina liczyła 65 mieszkańców.